# Christer Platzack
Jan Christer Georg Platzack, född 18 november 1943, död 1 juni 2025, var en svensk språkforskare och professor emeritus i nordiska språk vid Lunds universitet. 

## Biografi
Platzack är en av de mest kända generativa grammatikerna i Sverige. Han disputerade 1974 med avhandlingen Språket och läsbarheten vid Lunds universitet. Han var först professor i svenska språket vid Stockholms universitet 1981–1985 och därefter professor i nordiska språk vid Lunds universitet 1986–2010. Platzack var redaktör för Studia Linguistica och var tidigare även redaktör för tidskrifterna Working Papers in Scandinavian Syntax och Arkiv för nordisk filologi.

## Familj
Platzack var son till tandläkaren Georg Platzack (1909–1985) från Ivetofta och Sally Borén (1912–1997). Brodern Sven Platzack (1945–2008) var även han doktor i språkvetenskap. Farfadern Ernst Platzack (1886-1958) kom ursprungligen från Bautzen i Sachsen i Tyskland och var bilmekaniker.

## Publicerade böcker
- Språket och läsbarheten (ak. avh.) 1974. Lund: Gleerups.
- The Semantic Interpretation of Aspect and Aktionsarten. A Study of Internal Reference in Swedish 1979. Dordrecht: Foris.
- Modern grammatisk teori. En introduktion till EST 1982. Lund: Liber.
- The Role of Inflection in Scandinavian Syntax [tillsammans med Anders Holmberg] 1995. Oxford: Oxford University Press.
- Svenskans inre grammatik – det minimalistiska programmet. En introduktion till modern generativ grammatik 1998. Lund: Studentlitteratur.
- Den fantastiska grammatiken: en minimalistisk beskrivning av svenskan 2011. Stockholm: Norstedts.

## Utmärkelser, ledamotskap och priser
- Ledamot av Vetenskapssocieteten i Lund (LVSL, 1987)[6]